# (21355) Pikovskaya
(21355) Pikovskaya (1997 FZ3) – planetoida z pasa głównego asteroid okrążająca Słońce w ciągu 5,05 lat w średniej odległości 2,94 j.a. Odkryta 31 marca 1997 roku.